# 미무라 가쿠이치
미무라 가쿠이치(일본어: 三村 恪一, 1931년 8월 16일 ~ 2022년 2월 19일)는 일본의 전 축구 선수이다.

## 국가대표팀 경력
그는 1955년 1월2일 버마과의 경기에서 일본 국가대표팀에 데뷔했다. 그는 국제 A매치 통산 4경기에 출전했다. 1956년 하계 올림픽에 참가할 국가대표팀에도 발탁되었다.

## 통계
| 일본 | 일본 | 일본 |
| 연도 | 출전 | 득점 |
| ---- | ---- | ---- |
| 1955 | 4    | 0    |
| 통산 | 4    | 0    |